# Leonardo Loredan
Leonardo Loredan (16. studenoga 1436. – 22. lipnja 1521.) bio je 75. dužd Mletačke Republike od 1501. do svoje smrti 1521. Njegova vladavina bila je jedna od najvažnijih u povijesti Venecije.
Loredanova vladavina započela je tijekom katastrofalnog Drugog mletačko-osmanskog rata, iz kojeg je izašao potpisivanjem mirovnog sporazuma 1503. godine po cijenu znatnog gubitka teritorija. Kasnije te godine nastao je spor između Loredana i pape Julija II., nakon što je Venecija zauzela teritorije na sjeveru Papinske Države. To je 1509. eskaliralo u Rat Cambraiske lige u kojem se Venecija borila protiv saveza Papinstva i Francuske. Venecija je poražena, ali 1513. Loredan je sklopio novi savez s francuskim kraljem Lujem XII. protiv pape Julija. To je rezultiralo odlučnom pobjedom.
Loredan je prikazan na brojnim portretima i slikama, od kojih je najpoznatija Portret dužda Leonarda Loredana, koju je 1501. godine naslikao Giovanni Bellini, a sada je izložena u Nacionalnoj galeriji u Londonu.

## Rani život i brak
Leonardo Loredan rođen je u Veneciji 16. studenog 1436. godine kao najstariji sin Gerolama Loredana di S. Vitalea, poznatog kao dal Barbaro, i Donate Donà di Natale, nećakinje kretskog nadbiskupa Pietra. Leonardo je od djetinjstva pokazivao "iznimnu zrelost, kombiniranu s dobrotom i s najplemenitijim talentom genija", kako je svjedočio povjesničar Andrea Navagero. Nakon dobrog klasičnog obrazovanja, s uspjehom se posvetio trgovini u Africi i na Levantu, kako bi povećao obiteljske financije. Legenda kaže da mu je vrač u Africi predvidio budućnost princa u svojoj domovini. 
Imao je brata Pietra (1466. – 1510.), lošeg zdravlja i nestabilnog karaktera, posvećenog proučavanju alkemije u Padovi, kamo se preselio nezainteresiran za politički život. Oporukom sastavljenoj u veljači 1474. u Padovi, gdje je bio podestat, otac je Leonarda odredio izvršiteljem oporuke i jedinim nasljednikom posjeda i dodijelio Pietru godišnju plaću od 250 dukata. Imao je i sestru Caterinu Loredan, koja je kasnije udajom za dužda Antonija Grimanija postala mletačka dogaressa: „Loredanska tradicija domoljublja i plemenitosti predana je u milostivoj ličnosti dogaresse Caterine Loredan, sestre dužda Leonarda Loredana - supruge njegovog nasljednika dužda Antonija Grimanija."
1461. Leonardo se oženio Giustinom Giustiniani di Pancrazio di Marco, iz bogate podružnice S. Moisèa, koja je umrla 1500. godine, godinu dana prije nego što je Leonardo postao dužd i s kojom je imao devetero djece: prokurator Lorenzo (1462. – 1534.), Girolamo (1468. – 1532.), jedini koji je nastavio podružnicu, Alvise (1472. – 1521.), Vincenzo (umro u Tripoliju 1499.), Bernardo (1481. – 1519.), Donata, supruga Giacoma Gussonija, Maria, supruga Giovannija Veniera, iz grane koja je dala dužda Francesca Veniera, Paola, supruga Giovannija Alvisea Veniera, potomka dužda Antonija Veniera, i Elisabetta, supruga Zaccarije Priulija. 
Neki povjesničari tvrde da njegov izbor za dužda u listopadu 1501. nije bio u potpunosti zbog njegova talenta kao političara, već i zbog toga što je njegova supruga potjecala iz vrlo utjecajne obitelji Giustiniani.

## Politička karijera
Leonardo je započeo svoj politički uspon 13. prosinca 1455. godine, u dobi od devetnaest godina, kada je postao odvjetnik u "Giudici di Petizion", pravnoj firmi koja se uglavnom bavila financijskim skandalima i bankrotima, a za što mu je jamac bio Filippo Loredan. Nekoliko godina kasnije, Leonardo je radio u Vijeću mudraca gdje je bio odgovoran za procjenu i ocjenu vanjskopolitičkih pitanja prije njihova ispitivanja u Senatu. 13. studenoga 1468. postao je konzul trgovaca, a 15. studenog 1473. izabran je za komornika javnih tužitelja. 1480. godine, zajedno s Marcom i Agostinom Soranzom, Andreom Erizzom, Paolom Contarinijem i Nicolòom Donom, odabran je za upravljanje oko 30 000 dukata, prikupljenih besplatnim prilozima poklonika čudotvorne slike Djevice, koji će se koristiti za izgradnju crkve posvećene Svetoj Mariji, u okrugu S. Leone (Cannaregio). 1481. godine izabran je za guvernera Terraferme, a u studenom 1483. bio je među biračima dužda Marca Barbariga. 
Između 1485. i 1486. opet je imenovan mudrim čovjekom Vijeća, a 29. travnja 1487. izabran je za gradonačelnika Padove, preuzimajući dužnost Antonija Veniera, i tu je dužnost obnašao do 1489., kada je izabran na prestižno mjesto duždevog savjetnika. 1490. ponovno je pozvan kao mudar čovjek Vijeća. U srpnju 1492. Loredan je osigurao izbor za jedan od najistaknutijih ureda Republike, za prokuratora Svetog Marka, što mu je omogućilo uspon na sam politički vrh države. Kao prokurator, bio je među trojicom koje je dužd Agostino Barbarigo 31. ožujka 1495. odredio za pregovore o savezu između Venecije, pape Aleksandra VI., Svetog Rimskog Cara Maksimilijana I. Habsburškog, španjolski vladara Ferdinanda V. i Isabelle I. i milanskog vojvode Ludovica Sforze (pridružio se i engleski kralj Henrik VII.), s ciljem suzbijanja vojnih operacija francuskog kralja Karla VIII. koji je, gotovo ne naišavši na otpor, ušao u Napulj u veljači te godine. Vojska Lige, koju je vodio markiz od Mantove Francesco II. Gonzaga, u bitci za Fornovo 6. srpnja prisilila je francusku vojsku da se povuče s talijanskog teritorija. U listopadu iste godine Loredan je potpisao sporazum o regrutiranju Nicolòa Orsinija, grofa Pitigliana, u službu Republike Venecije kao generalnog guvernera kopnenih milicija na razdoblje od tri do četiri godine. U siječnju 1497. Loredan je s guvernerom Terraferme Lodovicom Venier ratificirao predaju Taranta u ime dužda. 
11. srpnja 1501. Senat je Loredana imenovao podestatom u Cremoni, ali je odbio. 
Smrću dužda Agostina Barbariga (20. rujna 1501.), Loredan je bio jedan od imenovanih kandidata na izboru novog dužda, koji je započeo 27. rujna, a završio 2. listopada, a Loredan je izašao prvi. Izbori su bili uspješni zahvaljujući utjecajnim odnosima njega i supruge te iznenadnoj smrti najpopularnijeg protivnika, bogatog prokuratora Filippa Trona, sina dužda Nicolòa Trona.

## Vladavina

### Rat s Osmanlijama
U vrijeme njegovog pristupanja položaju, Venecija je bila uključena u Drugi mletačko-osmanski rat, koji je započeo 1499. Loredan je izgubio rođaka Andreu Loredana, mornaričkog časnika u katastrofalnoj bitci kod Zonchia, a rat je loše tekao i na kopnu, gdje su Mlečani izgubili značajan teritorij. To je uključivalo strateški grad Modon, koji je bio mjesto krvave bitke koja je uključivala borbu prsa u prsa, nakon čega je uslijedilo odrubljivanje glave stotinama Venecijanaca nakon turske pobjede. Rat je teško utjecao na mletačko gospodarstvo i 1503. Loredan je s Turcima dogovorio mirovni ugovor. U pregovorima mu je pomogao Andrea Gritti, Mlečanin koji je trgovao u Carigradu, a kasnije će i sam postati duždem. Venecija je platila visoku cijenu za ovaj ugovor, uključujući gubitak zemlje i zahtjev da Turcima plaća godišnji danak.

### Rat Cambraiske lige
Nakon smrti pape Aleksandra VI. 1503., Venecija je zauzela nekoliko teritorija u sjevernoj Papinskoj državi. Kad je Julije II. izabran za Aleksandrovog konačnog nasljednika, Mlečani su očekivali da će njihovo preuzimanje papinskog teritorija biti prešutno prihvaćeno, jer je Julije zbog svojih pro-venecijanskih simpatija dobio nadimak Il Veneziano. Ali umjesto toga, novi je Papa izopćio Republiku i zatražio povratak zemlje. Mletačka Republika, iako spremna priznati papin suverenitet nad tim lučkim gradovima duž jadranske obale i voljna platiti Juliju II. godišnji danak, odbila je predati same gradove. 1508. Julije je osnovao savez nazvan Liga Cambrai, ujedinivši Papinsku državu s Francuskom, Svetim Rimskim Carstvom i nekoliko drugih kršćanskih država. 
Duždevi problemi nisu završili u Europi. Godine 1509. dogodila se Bitka kod Diua u Indiji, gdje je portugalska flota pobijedila osmansku i mamelučku flotu, koja je uz venecijansku pomoć iz Sredozemnog mora prebačena u Crveno more. Poraz je označio kraj profitabilne trgovine začinima, koju su Venecijanci kupili od Mameluka u Egiptu i zauzvrat monopolizirali njezinu prodaju u Europi, ostvarujući velike prihode. 
Nakon poraza od snaga Lige u bitci kod Agnadella, Venecija je utvrdila kako se njezini posjedi u Italiji drastično smanjuju. Uskoro je Padova, strateški najvažniji holding Terraferme, pala, a i sama Venecija je bila ugrožena. Loredan je ujedinio stanovništvo pozivajući na žrtvu i potpunu mobilizaciju. Padova je ponovno zauzeta, iako je Venecija još uvijek bila prisiljena prihvatiti nevoljni mir, nakon čega se pridružila Papi samo kao mlađi saveznik u njegovom novom ratu protiv Francuske. Savez je bio na rubu pobjede, ali spor je nastao oko teritorija. Car Maksimilijan I. odbio je republici predati bilo koji carski teritorij, koji je u njegovim očima obuhvaćao većinu Veneta; u tu svrhu potpisao je sporazum s Papom da Veneciju u potpunosti isključi iz konačne podjele. Kad se Republika usprotivila, Julije je zaprijetio reformom Cambraiske lige. Kao odgovor, Venecija se okrenula Luju; 23. ožujka 1513. u Bloisu je potpisan ugovor kojim se obvezuje podijeliti cijelu sjevernu Italiju između Francuske i Venecije. U okviru ovog saveza s francuskim kraljem Lujem XII., Mlečani su postigli odlučujuću pobjedu nad Papinskom Državom, i uspjeli su osigurati natrag sve teritorije koje su izgubili. Uz to, Papinstvo je bilo prisiljeno otplatiti mnoge zaostale dugove obitelji Loredan u ukupnom iznosu od približno 500 000 dukata, što je nevjerojatna svota novca. 

## Smrt
Zdravlje dužda Loredana nikad nije bilo izvrsno, ali karakter i intelektualna energija dobro su ga podržavali na vladinim mjestima. 1514. godine, zbog slučajnog pada, ozlijedio je nogu, ali nikada nije prestao predsjedavati sastancima državnih vijeća. Od 14. lipnja 1521. zbog groznice više nije mogao prisustvovati vladinim sastancima, a stanje mu se brzo pogoršavalo. 
Umro je u Veneciji 22. lipnja 1521. Smrt, koja se dogodila između osam i devet, držala se u tajnosti do popodneva zbog djece koja se, tijekom očeve agonije, nisu ustručavala prebacivati namještaj i druge predmete iz duždeva stana u svoju vlastitu palaču. Kao što je to uobičajeno, tijelo je bilo podvrgnuto postupcima balzamiranja. Ujutro 23. lipnja, nakon što je tijelo premješteno u sobu Piovego Duždeve palače, lijes je zatvoren. Na svečanom pogrebu hvalospjev je pročitao učenjak Andrea Navagero, a bio je prisutan i Pietro Bembo, tada opat i tajnik pape Lava X. 
Loredan je umro "s velikom slavom kao princ". Pokopan je u Bazilici sv. Ivana i Pavla, u jednostavnoj grobnici s nebeskim mramornim nadgrobnim spomenikom bez opisa, postavljenoj iznad stepenica glavnog oltara i sada više ne postoji. Otprilike 1572., a nakon nekih sporova između nasljednika i fratra crkve, postavljen mu je pogrebni spomenik, podijeljen u tri dijela i ukrašen korintskim stupovima od Carrara mramora, smještenog lijevo od glavnog oltara, s arhitekturom Girolama Grappiglie, a ukrašen izuzetno živopisnim kipom, ranim djelom kipara Girolama Campagne, koji ga prikazuje u činu "ustajanja i hrabrog bacanja u obranu Venecije protiv Europe urote u Cambraiu". S desne strane nalazi se kip Venecije s mačem u ruci, a s lijeve Liga Cambrai, sa štitom ukrašenim heraldičkim grbovima suprotstavljenih sila (ove i ostale u spomeniku učinili su Danese Cattaneo, učenik Sansovina).